# Ulrich I. (Württemberg)

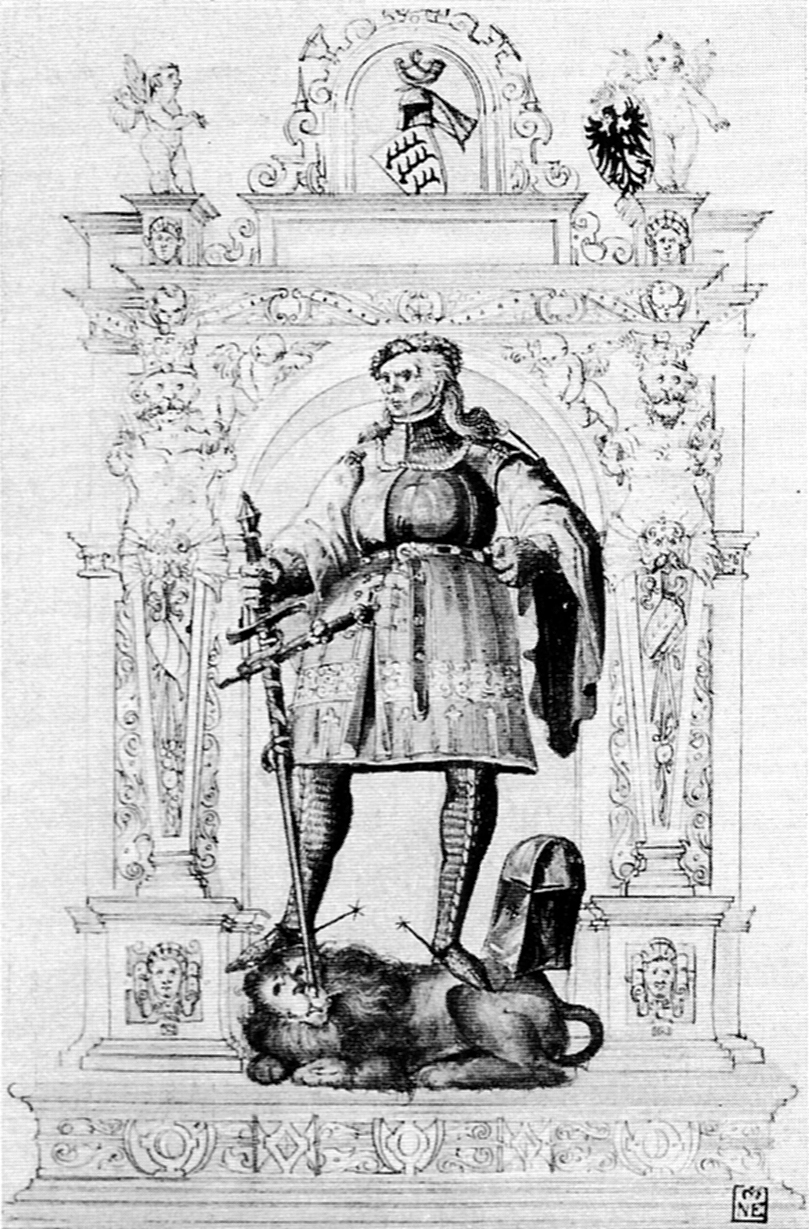
Entwurf zum Denkmal Ulrich des Stifters (Federzeichnung aquarelliert von Hans Steiner, um 1578)

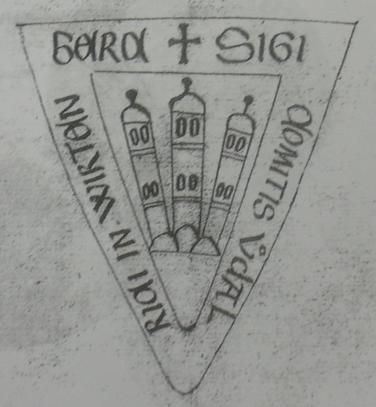
Abweichendes Siegel von 1238: Das Unikat zeigt einen Dreiberg mit drei Türmen.

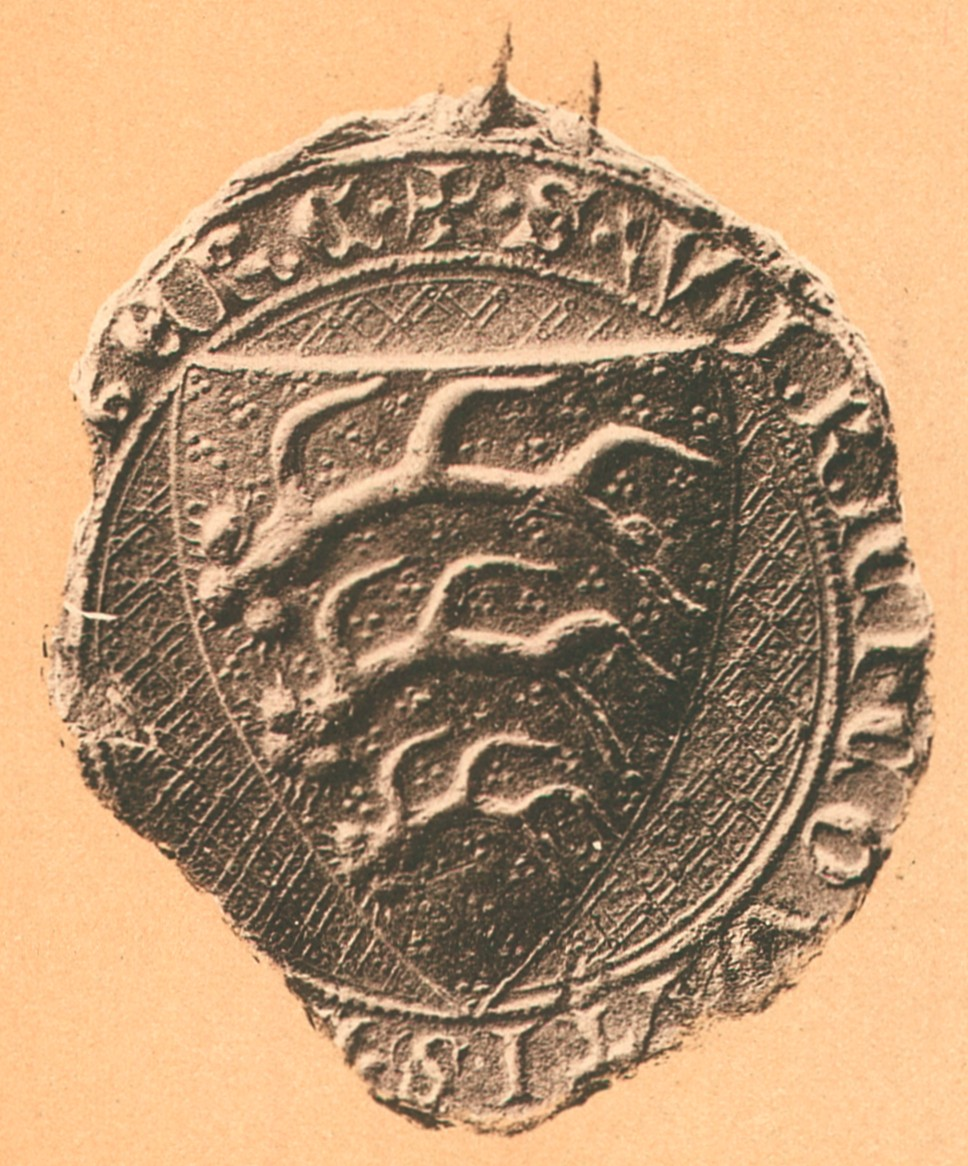
Siegel Ulrichs von 1259

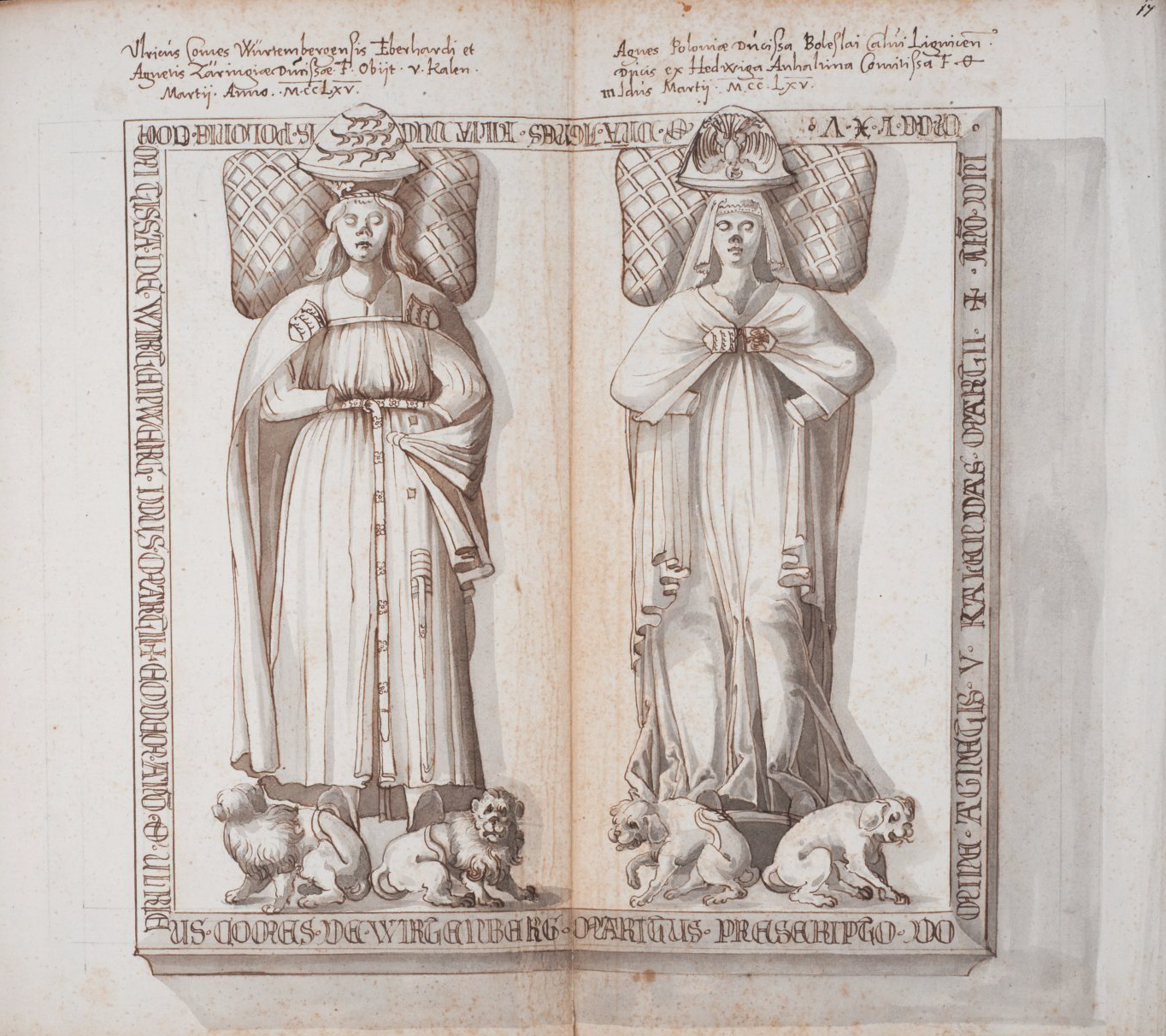
Hans Steiners Nachbildung von Ulrichs Doppeltumba, der ihn als Sohn eines Grafen Eberhard und einer Zähringer Herzogstochter Agnes ausweist.

Ulrich I. von Württemberg, genannt Ulrich der Stifter oder Ulrich mit dem Daumen (* nach 1220; † 25. Februar 1265), war ab etwa 1241 Graf von Württemberg.

## Leben und verwandtschaftliche Einordnung
Ulrichs verwandtschaftliche Beziehung zu seinen Vorgängern als Graf von Württemberg ist näherungsweise geklärt. Die These des Historikers Hansmartin Decker-Hauff, der Ulrich als Sohn Hermanns von Württemberg und der Irmengard, Tochter von Graf Ulrich von Ulten, bezeichnete, wird durch neuere Forscher dahingehend modifiziert, dass die um 1200/02 geborene Irmengard eine Schwester des um 1191/93 geborenen Grafen Ulrich von Ulten war. Hermann, der nur einmal 1231 urkundlich erwähnt wird, war wahrscheinlich ein um 1190/95 geborener Sohn Hartmanns I.
Ulrich regierte, urkundete und siegelte 1241 gemeinsam mit seinem Bruder Eberhard von Württemberg. Im Jahr 1243 werden beide als Neffen des ebenfalls aus dem Haus Württemberg stammenden Grafen Hartmann I. von Grüningen bezeichnet. Dieser verkaufte im April 1243 in Capua die „Grafschaft im Albgau“ nebst der Burg Eglofs mit Leuten, Besitzungen und allem Zubehör an Kaiser Friedrich II. Der in Raten zu zahlende Kaufpreis von 3200 Mark Silber – oder die als Pfand dienende Stadt Esslingen – sollte im Falle seines vorzeitigen Ablebens an seine Neffen (nepotibus suis), die Grafen von Württemberg, übergehen, weil der erst seit 1237 genannte Hartmann I. damals offenbar keine geschäftsfähigen Erben hatte. Das Wort Nepos bedeutete im Mittellateinischen außer Neffe oder Enkel auch allgemein Vetter oder Verwandter. Hier ist offenbar „Vetter“ gemeint, da Hartmann I. von Grüningen einerseits (als Sohn Konrads I.) und Eberhard I. und Ulrich I. von Württemberg andererseits (als Söhne Hermanns) derselben Generation des Gesamthauses Württemberg angehörten und Vettern ersten Grades waren. 
Das erste Lebenszeichen Ulrichs ist allerdings älter: ein Siegel von 1238, das einen Dreiberg mit jeweils einem Turm zeigt. Es wird angenommen, dass es Ludwig II. infolge seiner Hochzeit mit einer Tochter des Grafen von Kirchberg von diesem übernommen hatte. Das ursprünglich nellenburg-veringische Hirschstangen-Wappen könnte Ulrich um 1247 als Erbe Graf Hartmanns I. von Grüningen übernommen haben, denn die Grüninger Linie führte die Hirschstangen bereits seit mindestens 1228 im Wappen.
1255 verwies Graf Adalbert IV. von Dillingen in einem Schreiben an den Eichstätter Bischof Heinrich IV. von Württemberg auf seine Verwandtschaft mit Ulrich von Vatersseite her. Nach Adalberts Tod (1257) ohne Nachkommen konnte neben Hartmann V., Bischof von Augsburg, und dessen Schwagern auch Ulrich Erbansprüche stellen und einige Dillingische Positionen wie die Vogtei über Ulm übernehmen. 1256 bezeichnete Ulrich Graf Rudolf von Tübingen als seinen Oheim. Das hieße streng genommen, dass sein Vater, der laut Ludwig Friedrich Heyd möglicherweise mit dem 1235 in Würzburg und 1236 in Tübingen erwähnten Grafen Eberhard von Württemberg identifiziert werden könnte, mit einer Schwester des Tübinger Grafen verheiratet war. Johann Steiner bezeichnete Ulrich 1583 zwar als Sohn eines Grafen Eberhards, der anstatt mit einer Tübingerin jedoch mit der Herzogstochter Agnes von Zähringen verheiratet gewesen sein soll. Allerdings ist lediglich eine Tochter Agnes von Berthold V. von Zähringen bekannt, die den Grafen Egino IV. von Urach geheiratet hatte. Da Eginos Enkel Heinrich von Fürstenberg-Urach im Januar 1265 Ulrich als Blutsverwandten („noster consanguineus“) bezeichnete, könnte Ulrichs Mutter eine Tochter Eginos IV. sein und mütterlicherseits auch von den Zähringern abstammen. Andererseits soll der Schlüssel zu Ulrichs mütterlicher Verwandtschaft im Vornamen Ulrich liegen, der zuvor bei den Württembergern nicht üblich war und vermutlich vom Vater seiner Mutter stammt.
Ulrich war zweimal verheiratet. Aus der ersten Ehe mit Mechthild von Baden entstammen die Töchter Agnes und Mechthild sowie der spätere Graf Ulrich II. Aus der zweiten Ehe mit Agnes von Schlesien-Liegnitz stammen eine vermutete weitere Tochter namens Irmengard und der spätere Graf Eberhard I., bei dessen Geburt seine Mutter verstarb. Ulrich wurde wie seine beiden Gattinnen im Stift Beutelsbach begraben. Später wurde sein Leichnam in die Stiftskirche Stuttgart überführt. Graf Hartmann II. von Grüningen übernahm 1265 die Vormundschaft für Ulrichs verwaiste Söhne Ulrich II. und Eberhard I.

## Politik
Die Auseinandersetzung zwischen dem Stauferkaiser Friedrich II. und den Päpsten Gregor IX. und Innozenz IV. hatte auch Auswirkungen auf die Verhältnisse im Herzogtum Schwaben. Nach der Absetzung Friedrichs II. durch das Konzil von Lyon (1245) gelang es der päpstlichen Diplomatie, einen großen Teil der Adligen des Herzogtums auf die Seite der Gegenkönige Heinrich Raspe und Wilhelm von Holland zu ziehen. Zu Beginn der Schlacht bei Frankfurt am 5. August 1246 traten Ulrich und Hartmann II. von Grüningen mit weiteren schwäbischen Adligen und 2000 Mann Gefolge zum „Pfaffenkönig“ Heinrich Raspe über, was die Niederlage des Staufers Konrad IV. besiegelte. Ulrich und Hartmann nutzten anschließend die Situation, um mit päpstlicher Rückendeckung ihre Territorialmacht im Mittleren Neckarraum auszubauen.
Nach dem Tod Konrads IV. 1254 erkannte Ulrich dessen Erben Konradin formell als Herzog von Schwaben an. Im Gegenzug verzichtete Konradins Vormund Herzog Ludwig II. von Bayern auf dessen Ansprüche auf die Königskrone und die Rückforderung der nach dem Seitenwechsel erfolgten Annexionen Ulrichs und anderer schwäbischer Adliger. Ulrich gelang es so, die territorialherrschaftliche Basis für die Grafschaft Württemberg abzusichern. Die Heirat mit Mechthild von Baden half zudem, die territoriale Bereinigung beider Häuser mit dem Rückzug Badens aus dem Mittleren Neckarraum anzustoßen. So kam zum Beispiel die spätere württembergische Hauptstadt Stuttgart bei der Hochzeit der beiden von Baden nach Württemberg. Kurz vor seinem Ableben konnte Ulrich sein Territorium um die restlichen Teile der Grafschaft Urach erweitern. Ulrichs zweitem Sohn Eberhard I. gelang es, die Grafschaft trotz königlichen Gegenwinds weiter auszubauen.

## Nachkommen
Aus seiner ersten Ehe mit Mechthild von Baden hinterließ er drei Kinder:
- Ulrich II. von Württemberg
- Agnes von Württemberg, ⚭ I) Konrad IV. Graf von Öttingen, ⚭ II) Friedrich II. Graf von Truhendingen, ⚭ III) Kraft I. von Hohenlohe-Weikersheim
- Mechthild (vor 1264 bis 24. Juni 1284), ⚭ Albrecht von Löwenstein-Schenkenberg, ältester Sohn des Rudolf von Habsburg, römisch-deutscher König

Aus seiner zweiten Ehe mit Agnes von Schlesien-Liegnitz sollen zwei Kinder stammen:
- Irmgard (vor 1264 – vor 1278), ⚭ Hesso I. Markgraf von Baden (nur bei Gabelkover mit unmöglichem Sterbedatum 1287 genannt – Hesso war nach 1278 anderweitig verheiratet)
- Eberhard I. von Württemberg